# وست ادمونتون مال
وست ادمونتون مال (به انگلیسی: West Edmonton Mall) بزرگترین مرکز خرید آمریکای شمالی و دهمین مرکز خرید بزرگ جهان (به‌همراه دبی مال) می‌باشد که در شهر ادمونتون، کانادا واقع شده‌است.
این مرکز خرید که در سال ۱۹۸۱ توسط خانواده قرمزیان ساخته شد، تا سال ۲۰۰۴ به‌عنوان بزرگترین مرکز خرید جهان محسوب می‌شد. وست ادمونتون مال زمینی به وسعت ۴۹۰٫۰۰۰ مترمربع را تحت پوشش قرار می‌دهد، که شامل ۸۰۰ مغازه، پارکینگی با گنجایش ۲۰٫۰۰۰ خودرو و … را در بر می‌گیرد. شمار بازدیدکنندگان این مرکز بیش از ۳۲٫۲ میلیون نفر در سال برآورد می‌شود.

## نگارخانه

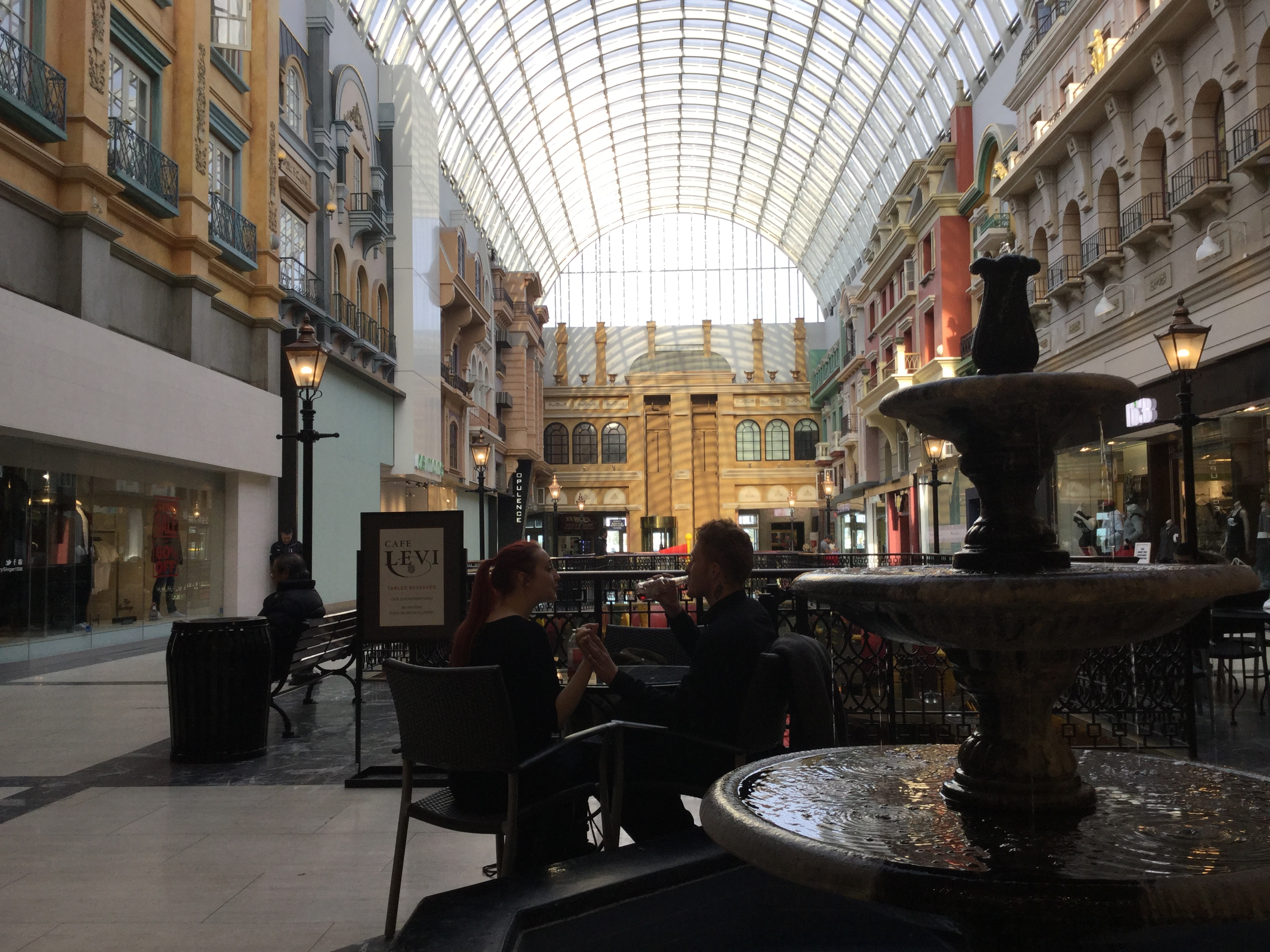
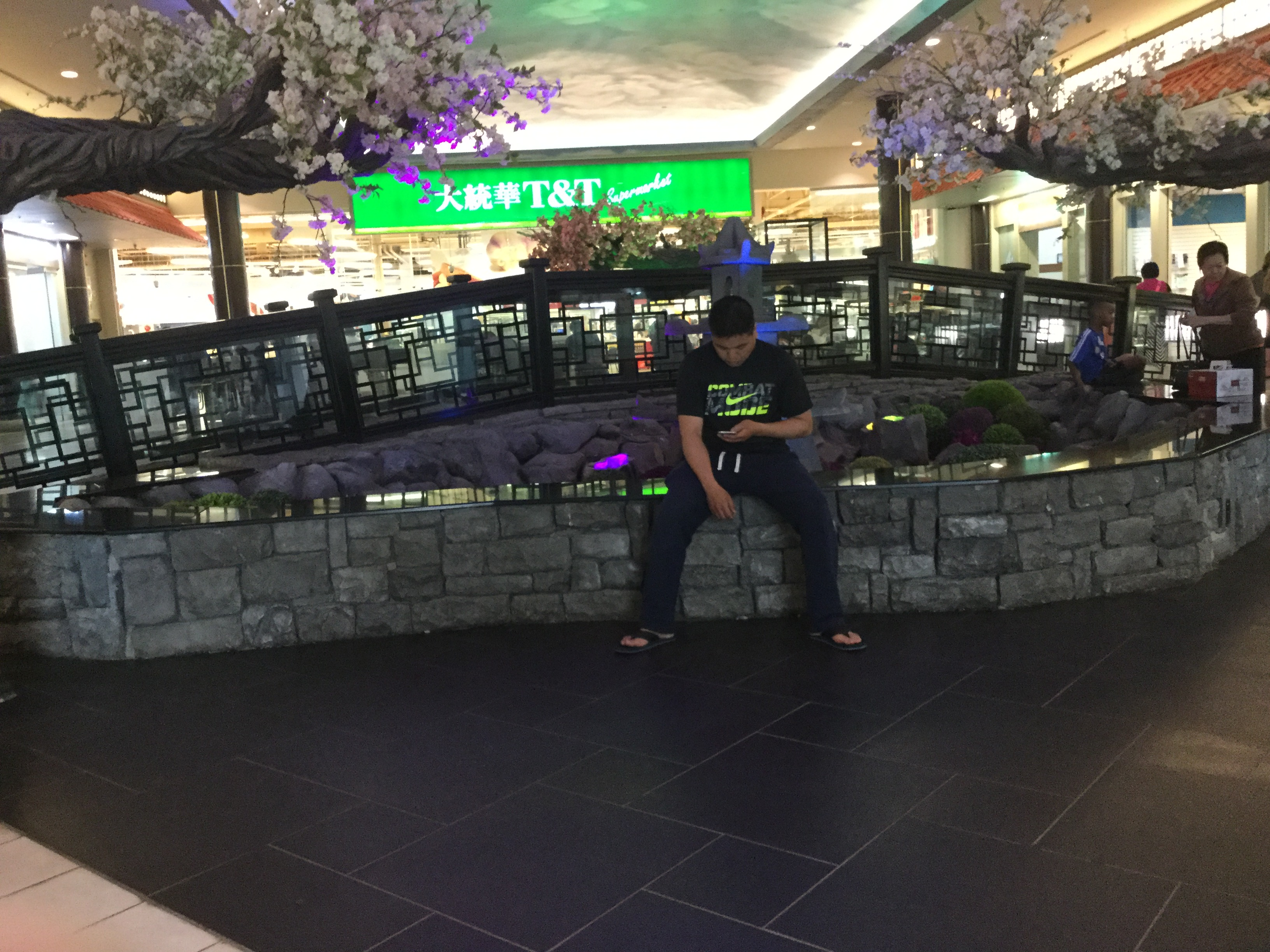
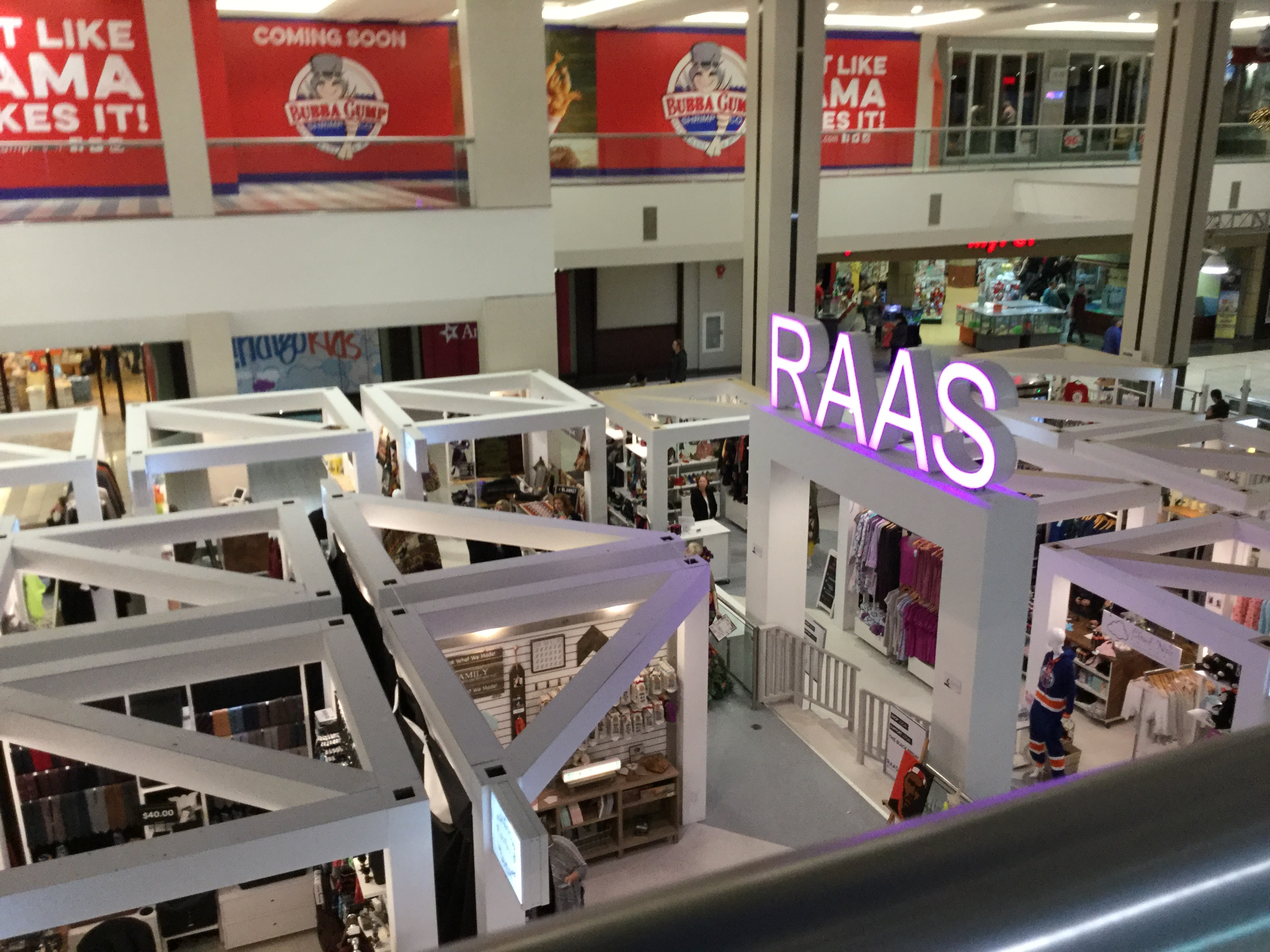